# Myslov
Myslov (německy Mislau) je malá vesnice, část městyse Nová Cerekev v okrese Pelhřimov. Nachází se asi 3 km na jih od Nové Cerekve.

## Historie
Ves je středověkého původu. Původně jedna část náležela pražskému arcibiskupství a druhá od roku 1363 vladykům z Myslova, kteří zde měli dvůr. 
Roku 1545 je písemně doložena tvrz při prodeji vsi Janu Leskovcovi z Leskovce a na Cerekvi. Leskovcové panství vlastnili zřejmě ještě o sto let později, neboť Veronika Leskovcová († 9. února 1659) přinesla Myslov jako věno do manželství s Janem Ilburkem Voračickým z Paběnic. Jako dědictví připadl majetek jednomu z jejich synů, Leopoldu Vilémovi. Ten, nemaje mužského potomka, odkázal ves nejstaršímu synovi svého bratra Kryštofa Karla, Karlu Josefovi.
Poslední zmínka o tvrzi je z roku 1674. Pak byla údajně přestavěna na myslivnu, dnešní první dům po levé straně při vstupu do obce, v němž se dochovaly klenby sklepů

## Současnost
V roce 2009 zde bylo evidováno 13 adres. V roce 2001 zde trvale žilo 20 obyvatel.
Myslov je také název katastrálního území o rozloze 3,48 km2.

## Památky a zajímavosti
- Zvonička před stavením čp. 7
- 3 křížky
- Přírodní památka Rašelinná louka u Proseče-Obořiště severovýchodně od vsi